# Chironomus longiforceps
Chironomus longiforceps är en tvåvingeart som beskrevs av Jean-Jacques Kieffer 1918. Chironomus longiforceps ingår i släktet Chironomus och familjen fjädermyggor. Inga underarter finns listade i Catalogue of Life.